# Herbert Tenzer
Herbert Tenzer (ur. 1 listopada 1905 w Nowym Jorku, zm. 24 marca 1993 w Lawrence) – amerykański polityk, członek Partii Demokratycznej.

## Działalność polityczna
W okresie od 3 stycznia 1965 do 3 stycznia 1969 przez dwie kadencje był przedstawicielem 5. okręgu wyborczego w stanie Nowy Jork w Izbie Reprezentantów Stanów Zjednoczonych.